# Colletes graeffei
Colletes graeffei är en biart som beskrevs av Johann Dietrich Alfken 1900. Colletes graeffei ingår i släktet sidenbin, och familjen korttungebin. Inga underarter finns listade i Catalogue of Life.